# Grafschaft Plötzkau
Die Grafschaft Plötzkau war ein mittelalterliches Herrschaftsgebiet mit dem Hauptort Plötzkau bei Bernburg (Saale). Das Machtzentrum der Grafschaft, die Burg Plötzkau, wird im Jahr 1049 zum ersten Mal erwähnt.

## Geschichte
Die Grafen von Plötzkau stammen von den Herren von Kakelingen (wüst westlich von Staßfurt) ab. Möglicherweise schuf König Heinrich IV. vor oder 1069 die Grafschaft Plötzkau und gab sie den Kakelingern. Graf Dietrich von Plötzkau erbte durch seine Ehefrau die Grafschaft Walbeck, sein Sohn Helperich wurde 1112 kurzzeitig statt der Grafen von Stade mit deren Amt als Markgraf der Nordmark betraut. Er starb 1118. 1130 erhielt Helperichs Sohn Konrad – genannt die Sachsenblume – die Nordmark. Allerdings fiel er bereits 1133 in Italien auf dem Romzug König Lothars III. Die Familie starb 1147 mit Konrads Bruder Bernhard aus. Bernhard fiel auf dem Zweiten Kreuzzug in Armenien.
Ab 1435 gehörte die Burg zum Fürstentum Anhalt, nach ihr wurde ab 1603 eine Nebenlinie der Askanier benannt (Fürsten von Anhalt-Plötzkau), die 1665 die Linie Anhalt-Köthen beerbte und dann auch deren Namen annahm.

## Stammliste der Grafen von Plötzkau
→ siehe auch Stammliste von Plötzkau und von Valkenstein
1. Dietrich, † 13. August ..., Graf von Plötzkau; ⚭ Mathilde von Walbeck, Erbtochter des Grafen Konrad von Walbeck, Burggraf von Magdeburg
  1. Helperich, † 1118, Markgraf der Nordmark 25. Dezember 1112; ⚭ Adele von Northeim, Tochter des Kuno
    1. Bernhard, † 26. Oktober 1147, seit 1118 Graf von Plötzkau; ⚭ Kunigunde
    2. Konrad, X 1133, wohl am 10. Januar, Markgraf der Nordmark 1130; ⚭ vor 1132 NN, Tochter von Bolesław III. Schiefmund,  König von Polen (Piasten)

  2. Irmgard, † 26. November 1154; ⚭ I Udo III. von Stade, † 2. Juni 1106, Markgraf der Nordmark; ⚭ II Gerhard von Heinsberg, † 1128/29